# Helston
Helston (Limba cornică: Hellys sau Henlys) este un oraș în comitatul Cornwall, regiunea South West, Anglia. Orașul se află în districtul Kerrier.